# 아세나

아세나(중국어: 阿史那, 영어: Asena)는 터키의 보즈쿠르트 데스타니(Bozkurt Destanı)에 나오는 암늑대 전설이다. 이것은 "텡그리즘"과 돌궐 신화와 연관되어 있다. 1922년 지야 괴칼프의 퀴뤼크 메크무아(Küçük Mecmua) 잡지에 실은 "터키의 테카뮐릴"(Türk devletinin tekâmülü)"이라는 기사에서 곡투르크 지역에서 투르크인들에게 쿠르크라는 뜻의 늑대 전설이 있었다고 함으로써 처음 현대 시기 언급되었다.

## 같이 보기
- 로물루스와 레물스 비슷한 로마 건국 신화.